# Vilevolodon
Vilevolodon is een geslacht van uitgestorven zoogdieren behorend tot de Eleutherodontida uit de Euharamiyida. Dit dier leefde tijdens het Laat-Jura (ongeveer 160 miljoen jaar geleden) in wat nu de Volksrepubliek China is. Vilevolodon was een zweefvliegende herbivoor.

## Fossiele vondst
Het holotype en enige fossiel van Vilevolodon is afkomstig uit de Tiaojishan-formatie in de Chinese provincie Hebei. De afzettingen waarin het fossiel is gevonden dateren uit het Oxfordien en hebben een ouderdom van 160 tot 161 miljoen jaar geleden. Het fossiel omvat een skelet dat voor ongeveer zeventig procent bewaard is gebleven, een schedel en afdrukken van dunne, behaarde huidmembranen. 

## Kenmerken
Vilevolodon was 8 centimeter lang en had daarmee het formaat van een muis. De huidmembranen en skeletkenmerken van Vilevolodon passen bij een dier dat aangepast was voor zweefvliegen. Afhankelijk van de positie van de Euharamiyida binnen de zoogdieren (Mammaliaformes of kroongroep), was Vilevolodon samen met Maiopatagium, eveneens bekend uit de Tiaojishan-formatie, de primitiefste bekende zweefvlieger in de evolutie van de zoogdieren. Uit iets oudere Chinese afzettingen is Volaticotherium bekend, een zweefvliegend carnivoor zoogdier. Het gebit van Vilevolodon met zeer complexe kronen op de kiezen was aangepast voor kraken en kauwen en het dier voedde zich vermoedelijk met zaden en zachte delen van planten. Het middenoor is bij Vilevolodon nog verbonden met de onderkaak op een wijze die een tussenvorm is in de ontwikkeling van de zoogdieren.

## Naamgeving
Vilevolodon werd in 2017 wetenschappelijk beschreven door Zhe-Xi Luo en collega's. De geslachtsnaam is samengesteld uit Vilevol ('zweefvlieger') en don ('tand'). De soortnaam verwijst naar de rangschikking van de kiezen: diplo ('dubbel') en mylos ('kauwen').